# The Time of the Assassins
The Time of the Assassins est le premier album solo de Nickel Eye (alias Nikolai Fraiture) bassiste du groupe new-yorkais The Strokes, sorti en 2009.

## Liste des chansons
L'album comprend une reprise de Leonard Cohen, Hey, That's No Way to Say Goodbye. À signaler notamment les participations de Nick Zinner des Yeah Yeah Yeahs à la guitare sur Dying Star et de Regina Spektor au piano sur Where The Cold Wind Blows.
| No  | Titre                                                        | Durée |
| --- | ------------------------------------------------------------ | ----- |
| 1.  | Intro (Everytime)                                            | 2:47  |
| 2.  | You And Everyone Else                                        | 3:39  |
| 3.  | Back From Exile                                              | 3:32  |
| 4.  | Fountain Avenue                                              | 2:57  |
| 5.  | This Is The End                                              | 2:38  |
| 6.  | Dying Star                                                   | 3:12  |
| 7.  | Brandy Of The Damned                                         | 2:59  |
| 8.  | Providence, RI                                               | 2:58  |
| 9.  | Where The Cold Wind Blows                                    | 3:51  |
| 10. | Another Sunny Afternoon                                      | 3:14  |
| 11. | Hey, That's No Way to Say Goddbye (chanson de Leonard Cohen) | 3:17  |
| 12. | These Days (bonus track)                                     | 3:54  |